# アブドゥ・ラザク・トラオレ
アブドゥ・ラザク・トラオレ（Abdou Razack Traoré 、1988年12月28日 - ）は、コートジボワール・アビジャン出身のプロサッカー選手。ブルキナファソ代表。ギレスンスポル所属。ポジションは、フォワード。

## クラブ経歴

### ローゼンボリ
2006年、ローゼンボリBKにフリーで加入。
2007年8月、ノルウェーの地元紙がトラオレがコートジボワールで休暇中に襲われ暴行と盗難の被害に遭ったと報じた。
2007年11月、ワールド・サッカー誌が「世界の有望な若手選手50人」の一人に選んだ。
2008年10月24日、練習中にチームメイトに暴力をふるい、罰則としてシーズンの残り2試合に出場できなくなった。

### レヒア・グダニスク
2010年8月20日、エクストラクラサのレヒア・グダニスクに移籍。8月28日のシロンスク・ヴロツワフ戦で移籍後初出場。9月21日、ポーランド・カップ・グールニク・ザブジェ戦で移籍後初ゴール。25日のリーグ戦でもゴールを挙げた。

### ガズィアンテプスポル
2013年1月15日、スュペル・リグのガズィアンテプスポルにフリーで加入。

## 代表歴
トラオレ自身はコートジボワール生まれだが、両親がブルキナファソ出身のためブルキナファソのパスポートも所持していた。
2011年3月27日に行われたサッカーナミビア代表との試合でブルキナファソ代表初キャップ。

## タイトル
ローゼンボリ
- エリテセリエン: 2009, 2010[9]
- スーペルフィーナレン: 2010[10]

コンヤスポル
- TFFスュペル・クパ: 2017